# مرسى القنطاوي

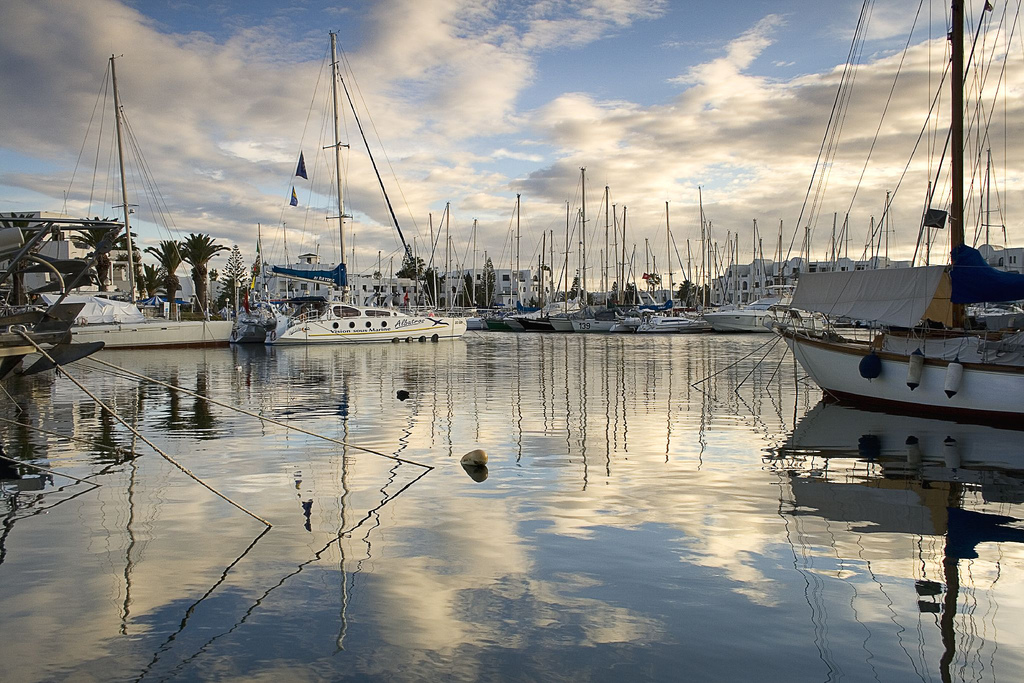
مرسى القنطاوي صباحًا

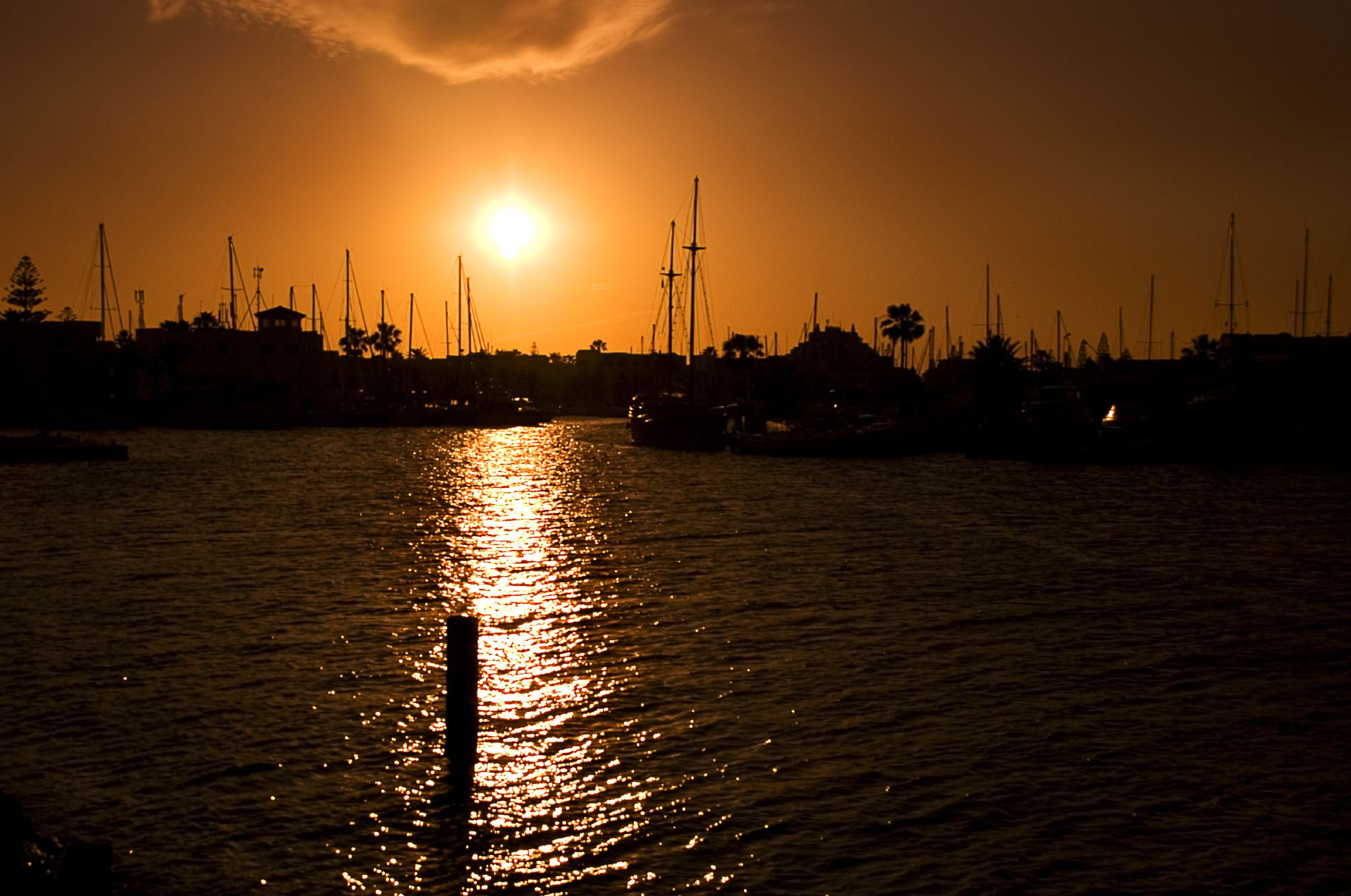
مرسى القنطاوي أثناء غروب الشمس

مرسى القنطاوي هو ميناء ترفيهي ومرفأ لليخوت السياحية على ضفاف البحر الأبيض المتوسط قرب مدينة سوسة. يعتبر من أهم المرافئ السياحية بتونس.
تعود فكرة مرسى القنطاوي إلى الحبيب بورقيبة بهدف تطوير السياحة بمنطقة الساحل، افتتح سنة 1979. يمتد المرفأ على مساحة 307 هكتار.

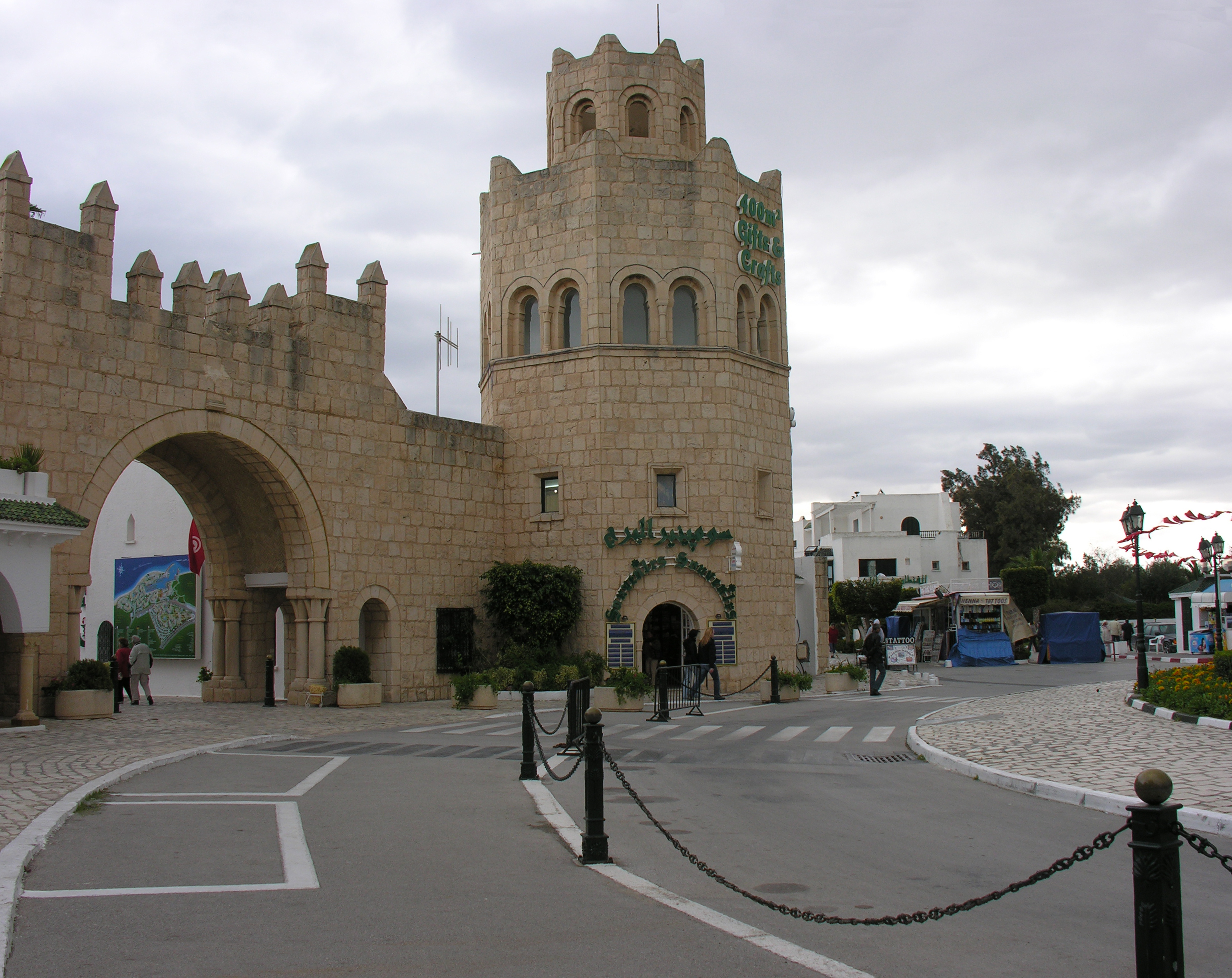
مدخل مرسى القنطاوي
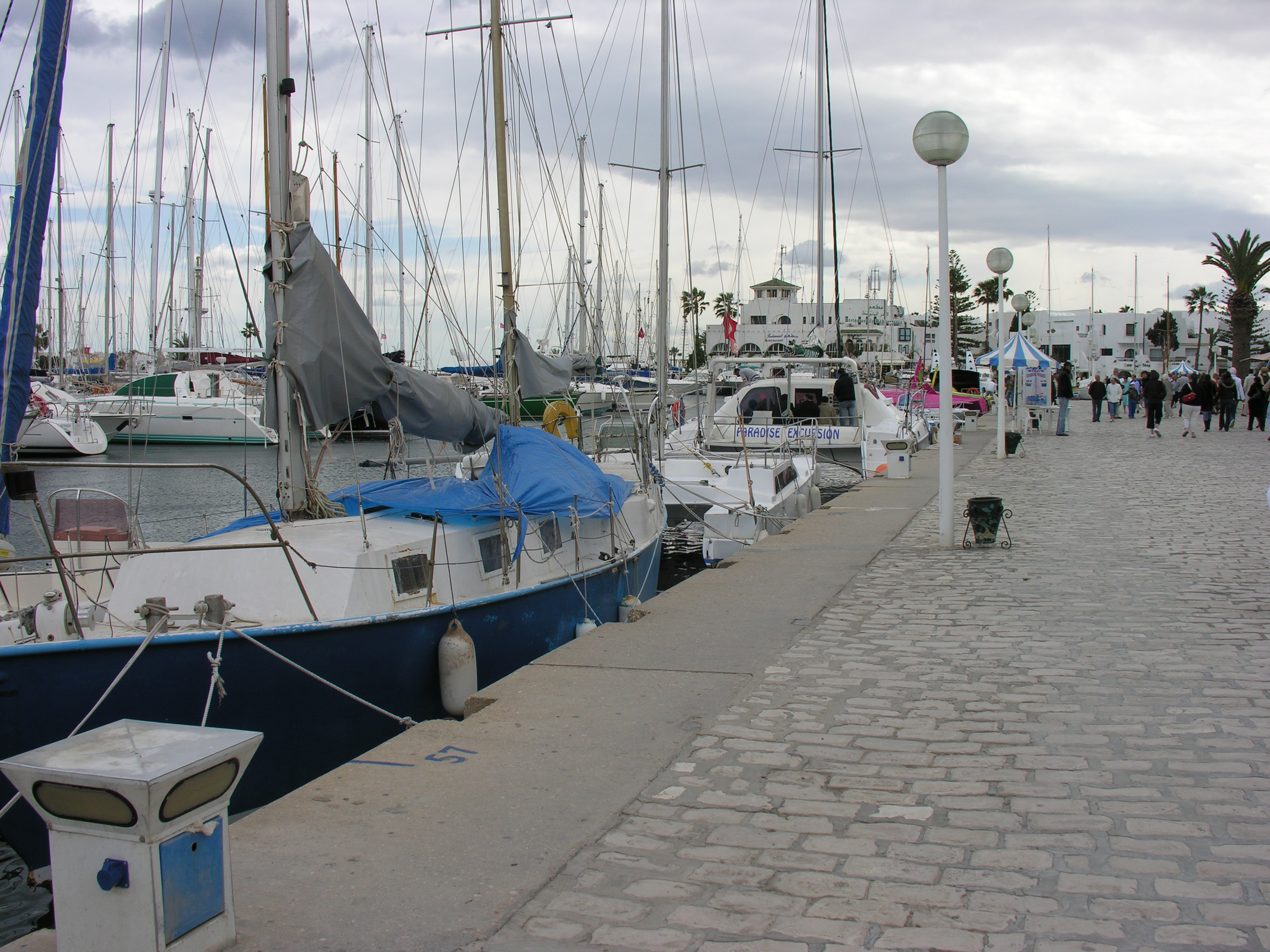
أحد أرصفة مرسى القنطاوي
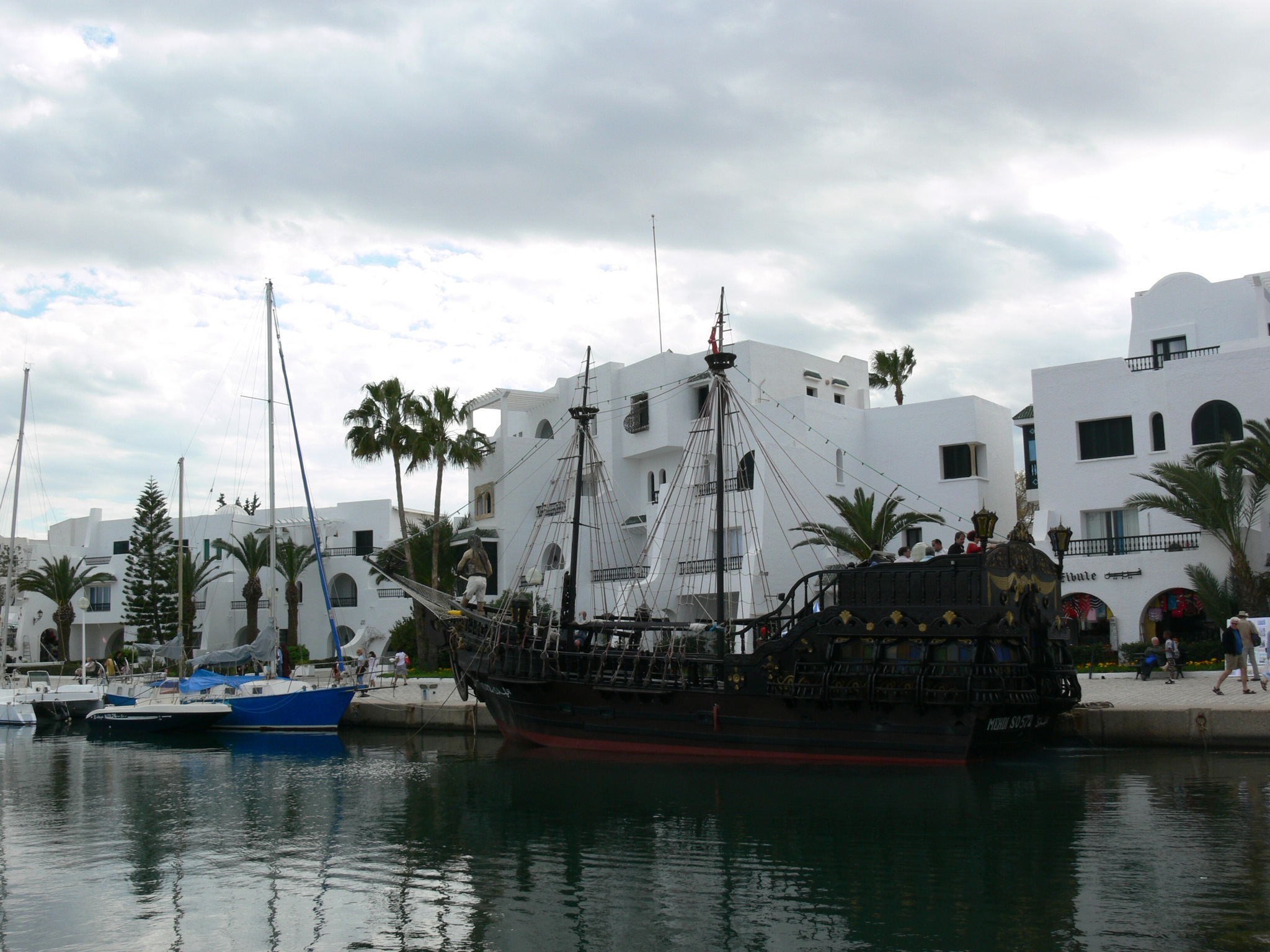
مرسى القنطاوي
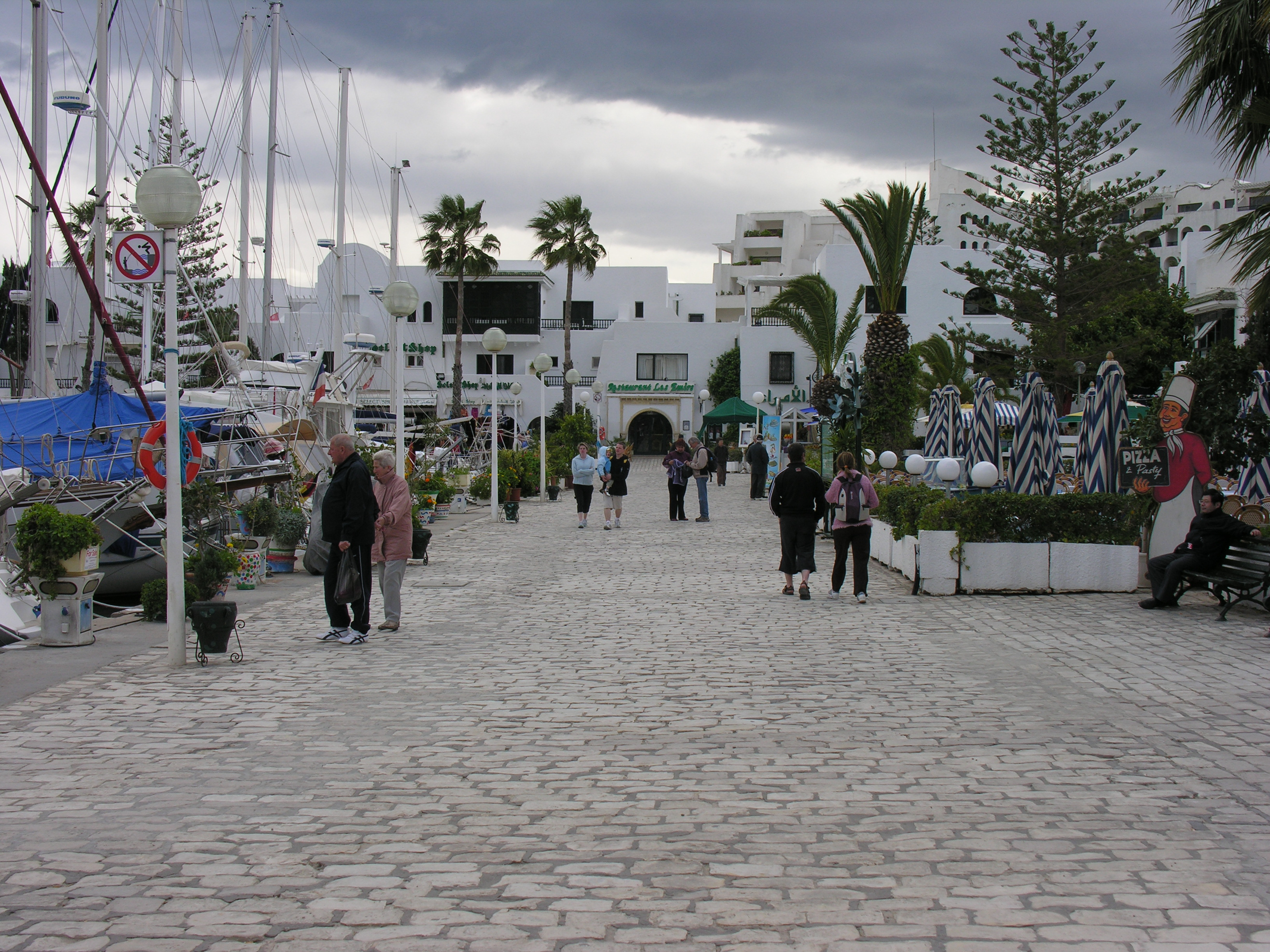
أحد شوارع مرسى القنطاوي

### مواضيع ذات علاقة
- سوسة.
- ولاية سوسة.

### وصلات خارجية
- الموقع الرسمي لمرسى القنطاوي.